# Pont de Riutort
El Pont de Riutort és un pont romànic damunt del Rec del Cirerol, o Riu Tort, del terme comunal de Puigbalador, a la comarca del Capcir, de la Catalunya del Nord.
Està situat a prop al sud-oest del poble de Puigbalador, a un centenar de metres de la confluència del Rec del Cirerol en el Galba.
Passava per aquest pont la Via Redensis, que unia les viles de Carcassona i de Llívia.
El pont consta d'una sola arcada de mig punt, de gran bellesa, feta amb grans dovelles tallades de forma basta. La resta del pont és fet de pedra menuda units amb molt de morter de calç. L'obertura de l'arcada és, a la base, de 4,5 metres, i l'alçada no passa de 2,60, de l'aigua al centre de l'arcada. Tardanament s'hi afegiren uns murs, a banda i banda i a cada costat del riu, fets de pedra sense desbastar desigual, en filades irregulars, que feien de suport a una parapets. Es tracta d'un arranjament destinat a eixamplar el pont, probablement de després del Tractat dels Pirineus.